# Osman Gazibrug

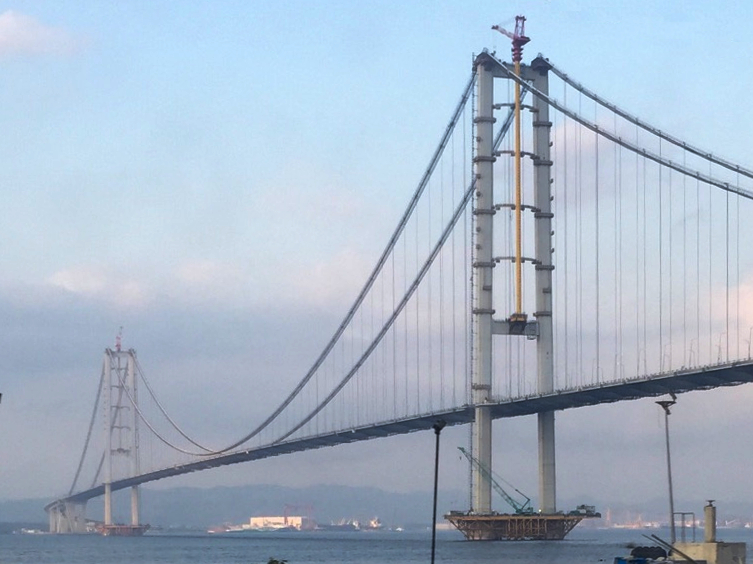

De Osman Gazibrug (Turks: Osman Gazi Köprüsü), ook bekend als de Golf van İzmitbrug is een brug ten zuiden van de Turkse stad Gebze. De hangbrug gaat over de Golf van İzmit en verbindt Gebze met de provincie Yalova. De tolweg over de brug is de O-5 autosnelweg die Istanboel verbindt met İzmir via Bursa.
De overspannen zeeëngte heeft een breedte van 2.620 meter. De brug is in totaal 2.682 meter lang. De grootste overspanning is 1.550 meter. De pylonen zijn 234,4 m hoog. De doorvaarthoogte is 64 m. Het brugoppervlak heeft een breedte van 35,9 m. Dit laat toe twee rijbanen met telkens drie rijstroken te voorzien.
De brugconstructie werd ontworpen door het Deense architectenbureau Dissing+Weitling en uitgevoerd door de Japanse bouwonderneming IHI Corporation. De eerstesteenlegging vond plaats op 30 maart 2013 in aanwezigheid van toenmalig premier Recep Tayyip Erdoğan. De brug werd bij de plechtige inhuldiging op 21 april 2016 genoemd naar Osman I Gazi, de stichter en eerste sultan van het Ottomaanse Rijk en de gelijknamige dynastie. De brug werd voor het verkeer geopend op 30 juni 2016 (na een bouwtermijn van 37 maanden).
De brug verkort de afstand tussen Istanboel en İzmir met 140 km, en vermijdt het stadsverkeer van en rond İzmit. De aanleg van de O-5, met de brug, vermindert de reistijd met een wagen tussen de twee steden van 6,5 naar 3,5 uur.